# Élections générales espagnoles de novembre 2019 en Navarre
Les élections générales espagnoles de novembre 2019 (en espagnol : Elecciones generales de España de noviembre de 2019) se tiennent le dimanche 10 novembre 2019 afin d'élire les 350 députés et 208 des 266 sénateurs de la XIVe législature des Cortes Generales. 5 députés sont élus en Navarre.

## Résultats
| Parti                  | Parti                                                   | Voix    | %     | +/-           | Sièges | +/-           |  |
| ---------------------- | ------------------------------------------------------- | ------- | ----- | ------------- | ------ | ------------- |  |
|                        | Navarra Suma (NA+)                                      | 99 078  | 29,58 | 0,26          | 2      | en stagnation |  |
|                        | Parti socialiste ouvrier espagnol (PSOE)                | 83 734  | 25,00 | 0,76          | 1      | 1             |  |
|                        | Euskal Herria Bildu (EH Bildu)                          | 56 548  | 16,88 | 4,14          | 1      | 1             |  |
|                        | Unidas Podemos (UP)                                     | 55 498  | 16,57 | 2,07          | 1      | en stagnation |  |
|                        | Vox                                                     | 19 440  | 5,80  | 0,96          | 0      | en stagnation |  |
|                        | Geroa Bai (GBai)                                        | 12 709  | 3,79  | 2,29          | 0      | en stagnation |  |
|                        | Parti animaliste contre la maltraitance animale (PACMA) | 2 250   | 0,67  | 0,24          | 0      | en stagnation |  |
|                        | Recortes Cero-Grupo Verde (RC-GV)                       | 965     | 0,29  | 0,06          | 0      | en stagnation |  |
|                        | Pour un monde + juste (PUM+J)                           | 928     | 0,28  | 0,05          | 0      | en stagnation |  |
|                        | Parti communiste des travailleurs espagnols (PCTE)      | 381     | 0,11  | Nv.           | 0      | en stagnation |  |
|                        | Vote blanc                                              | 3 451   | 1,03  | en stagnation |        |               |  |
|                        |                                                         |         |       |               |        |               |  |
| Suffrages exprimés     | Suffrages exprimés                                      | 334 982 | 99,11 |               |        |               |  |
| Votes nuls             | Votes nuls                                              | 3 014   | 0,89  |               |        |               |  |
| Total                  | Total                                                   | 337 996 | 100   | -             | 5      | en stagnation |  |
| Abstention             | Abstention                                              | 174 830 | 34,09 |               |        |               |  |
| Inscrits/Participation | Inscrits/Participation                                  | 512 826 | 65,91 |               |        |               |  |